# Acanthotriaena crypta
Acanthotriaena crypta är en svampdjursart som beskrevs av Vacelet, Vasseur och Claude Lévi 1976. Acanthotriaena crypta ingår i släktet Acanthotriaena och familjen Pachastrellidae.
Artens utbredningsområde är Madagaskar. Inga underarter finns listade i Catalogue of Life.